# 11月8日
11月8日是公历一年中的第312天（闰年第313天），离全年的结束还有53天。

## 大事记

### 17世纪以前
- 1278年：越南陈朝君主陳聖宗退位成为太上皇，将皇位让给长子陳仁宗。
- 1291年：威尼斯共和国立法将玻璃制造产业限制于穆拉诺岛岛。
- 1519年：西班牙殖民者埃爾南·科爾特斯抵達特諾奇提特蘭，並獲得阿茲特克國王蒙特祖馬二世的歡迎。
- 1520年：最後一個以卡爾馬聯合形式統治丹麥、挪威和瑞典三國的國王克里斯蒂安二世率领丹麦军队成功占领瑞典並下令杀害瑞典反抗人士，斯德哥尔摩惨案发生。

### 17世紀
- 1602年：英国牛津大学主要的图书馆博德利图书馆成立。
- 1614年：日本大名高山右近因信奉基督教被德川家康流放至菲律宾。
- 1620年：波希米亞人為奪回領土主權向神聖羅馬帝國宣戰，發動白山之戰，标志着三十年戰爭正式开始。
- 1644年：清朝政府在北京正式舉行順治帝登基儀式，成為清朝入關以後的第一位皇帝。

### 18世紀
- 1745年：查尔斯·斯图亚特率领5千人的军队入侵英格兰。
- 1793年：法国吉伦特派政治家罗兰夫人遭以马克西米连·罗伯斯庇尔为首的雅各宾俱乐部送上断头台处决。

### 19世紀
- 1858年：中国与英国签订不平等条约《中英通商章程善后条约》又称《中英通商章程》，为《中英天津条约》的补充条款。
- 1895年：德国物理学家威廉·伦琴在进行阴极射线实验时，首次发现X射线。
- 1889年：蒙大拿領地加入美國聯邦成為第41州份「蒙大拿州」。

### 20世紀
- 1912年：第一次巴尔干战争期间，驻扎于塞萨洛尼基的奥斯曼帝国军队向希腊陆军投降。
- 1917年：苏联土地法令通过，宣布废除私有财产，重新分配土地。
- 1923年：阿道夫·希特勒、埃里希·魯登道夫等人於慕尼黑發動啤酒館政變，試圖推翻威瑪共和國政府。
- 1926年：國民革命軍北伐攻占南昌市。
- 1931年：日本策划天津便衣队暴乱。
- 1932年：富兰克林·罗斯福于大选中击败赫伯特·胡佛，成为第32任美国总统。
- 1937年：中国抗日战争：太原会战以中国军队失败结束。
- 1937年：中华全国新闻工作者协会（简称中国记协）的前身中国青年新闻记者学会成立。
- 1939年：乔治·爱尔塞刺杀阿道夫·希特勒未遂。
- 1942年：第二次世界大战：美國和英国军队在北非登陆，展开火炬行動。
- 1950年：美国空军中尉驾驶F-80流星戰鬥機击落两架朝鲜的米格-15战斗机，该战成为首场喷气式飞机之间的空中缠斗。
- 1957年：英国于基里巴斯进行首次氢弹爆破试验。
- 1960年：约翰·肯尼迪于大选中击败副总统理查德·尼克松，当选第35任美国总统。
- 1965年：英属印度洋领地成立。
- 1965年：越南战争：美国陆军第173空降战斗旅遭遇伏击，旅中48人战死。
- 1966年：爱德华·布鲁克成为自重建时期首个当选为美國参议院议员的非裔美国人。
- 1966年：维也纳道路交通会议签署，意图提高国际道路上的交通安全意识。
- 1970年：中国男子跳高运动员倪志钦于湖南长沙市的比赛中以2米29的成绩打破世界纪录。
- 1971年：英国摇滚乐团齊柏林飛船发行他们第四张专辑《Led Zeppelin IV》，随即成为当时全球最为畅销的专辑之一。
- 1972年：美国付费联播网HBO开播。
- 1974年：英國貴族理察·約翰·賓厄姆在涉嫌謀殺其子女的保姆桑德拉·里維特（Sandra Rivett）一天之後消失得無影無蹤。
- 1977年：马其顿的腓力二世位于维尔吉纳的坟墓被塞萨洛尼基亚里士多德大学的考古学教授发现。
- 1985年：哥伦比亚政府军收复司法大楼。
- 1988年：副总统老布什赢得大选，成为第41任美国总统。
- 1989年：香港文化中心正式揭幕，儀式由查理斯王子及戴安娜王妃主持。
- 1993年：中國首座高雷诺数风洞建成。
- 1994年：第三届中國金雞百花電影節评奖揭晓。
- 1994年：共和党于中期选举中获得美国国会的控制权，被称为共和党革命。
- 1997年：长江三峡水利枢纽工程大江截流成功完成。
- 1998年：孟加拉国判处1975年政变者死刑。

### 21世紀
- 2002年：中国共产党第十六次全国代表大会在北京召開。
- 2002年：聯合國安全理事會第1441號決議通过，要求萨达姆裁军。
- 2006年：马来西亚前首相马哈迪·莫哈末因心脏病发作，而被送入国家心脏中心（IJN）。惟媒体被告知，马哈迪只是轻微的心脏病发作，情况稳定。
- 2011年：潛在威脅天體2005 YU55通过地球轨道时距离地球有0.85月球距离，成为自1976年来最靠近地球的小行星。
- 2012年：中国共产党第十八次全国代表大会在北京召開。
- 2013年：強烈颱風海燕自菲律賓中部登陸，造成至少6,340人死亡、近3萬人受傷，為菲律賓獨立後死傷最慘重的風災。
- 2016年：共和黨參選人唐納·川普在總統選舉中擊敗民主黨參選人希拉蕊·柯林頓勝出，成為美國史上唯一未曾擔任政府文武官職及最富有的總統。

## 出生
- 30年：涅尔瓦，羅馬帝國皇帝（98年逝世）
- 1237年：陸秀夫，宋末政治家，左丞相（1279年逝世）
- 1456年：恭惠王后，朝鲜王朝王妃（1474年逝世）
- 1555年：良渊王，缅甸東吁王朝君主（1605年逝世）
- 1572年：约翰·西吉斯蒙德，勃蘭登堡侯國選帝侯（1619年逝世）
- 1622年：卡爾十世·古斯塔夫，瑞典國王（1660年逝世）
- 1656年：愛德蒙·哈雷，英國天文學家、地理學家、數學家、氣象學家和物理學家（1742年逝世）
- 1715年：伊麗莎白·克莉絲汀，普鲁士王后（1797年逝世）
- 1768年：奧古斯塔·索菲亞公主，英國公主（1840年逝世）
- 1841年：詹姆斯·杜南，美國天主教神父兼耶穌會士（1911年逝世）
- 1847年：伯蘭·史杜克，英國小說家，代表作品《德古拉》（1912年逝世）
- 1851年：哈文斯·理查兹，美國天主教神父兼耶穌會士（1923年逝世）
- 1854年：約翰尼斯·里德伯，瑞典物理学家（1919年逝世）
- 1868年：費利克斯·郝斯多夫，德國數學家（1942年逝世）
- 1870年：細野正文，日本鐵道官僚，鐵達尼號生還者（1939年逝世）
- 1875年：秋瑾，中國女革命家（1907年逝世）
- 1876年：居正，中華民國第三任司法院院長、中華民國第一任總統候選人、淡江大學第一任董事長（1951年逝世）
- 1884年：赫曼·羅夏克，瑞士精神科醫師、精神分析學家（1922年逝世）
- 1885年：山下奉文，日本陸軍大將（1946年逝世）
- 1885年：伊娃·莫里斯，英國超級人瑞（2000年逝世）
- 1893年：巴差提朴，暹羅國王（1941年逝世）
- 1897年：多萝西·戴伊，美國記者（1980年逝世）
- 1900年：瑪格麗特·米切爾，美國文學家，代表作品《亂世佳人》（1949年逝世）
- 1901年：徐向前，中國共産党軍事家（1990年逝世）
- 1914年：喬治·伯納德·丹齊格，美國應用數學家，被稱為「線性規劃之父」（2005年逝世）
- 1921年：沃爾特·米里施，美國電影製片人（2023年逝世）
- 1922年：克里斯蒂安·巴納德，南非外科醫生，世界上首例人類心臟移植手術的實施者（2001年逝世）
- 1923年：傑克·基爾比，美國物理學家，積體電路的發明者之一，2000年諾貝爾物理學獎得主（2005年逝世）
- 1924年：德米特里·亞佐夫，蘇联元帥，曾任國防部长（2020年逝世）
- 1926年：达琳·C·霍夫曼，美国核化学家，𬭳的发现者之一。
- 1927年：阮慶，越南政治人物（2013年逝世）
- 1930年：許舒，英籍香港史學家（2023年逝世）
- 1935年：亞蘭·德倫，法國男演員、製片人（2024年逝世）
- 1939年：羅曼·賈基夫，美國理論物理學家（2023年逝世）
- 1940年：查爾斯·科瓦爾，美國天文學家（2011年逝世）
- 1942年：桑德羅·馬佐拉，意大利足球運動員
- 1943年：馬丁·皮特斯，英格蘭足球運動員（2019年逝世）
- 1946年：胡斯·希丁克，荷蘭足球教練
- 1947年：美妮·麗柏頓，美國女歌手（1979年逝世）
- 1947年：里婭·塞頓，美國太空人
- 1948年：李菁，香港女演員（2018年逝世）
- 1948年：弗雷德·紐豪斯，美國男子田徑運動員（2025年逝世）
- 1948年：大衛·馬瑟，英國數學家
- 1950年：崔苔菁，台灣歌手
- 1951年：葉國謙，香港政界人物
- 1951年：羅瑩雪，臺灣政務委員（2021年逝世）
- 1952年：林正杰，臺灣政治人物（2025年逝世）
- 1954年：石黑一雄，日裔英國作家
- 1957年：阿兰·柯比什利，英格蘭足球運動員
- 1958年：司馬文，荷蘭裔香港環保人士、政治人物、商人
- 1958年：約阿夫·加蘭特，以色列政治人物
- 1961年：陳云根，香港學者與政治家
- 1962年：黃國倫，台灣詞曲創作者、唱片製作人
- 1962年：喬·隆巴多，美國政治人物
- 1965年：陳亞蘭，台灣演員
- 1965年：羅伯特·泰潘·莫里斯，美國程序員、計算機科學家、企業家
- 1966年：李澤楷，香港電訊盈科主席
- 1966年：戈登·拉姆齊，英國厨師、美食評论家
- 1966年：甘迺迪·史都華，加拿大政治人物
- 1967年：倪淑君，香港女演員
- 1968年：任軍，中國相聲演員
- 1968年：帕克·波西，美國女演員、音樂家
- 1968年：馬克·雷蒙，瑞士雕塑家
- 1972年：淺倉舞，日本AV女優
- 1973年：朴樹，中國歌手
- 1973年：大衛·繆爾，美國新聞記者、主播
- 1974年：張玉珊，香港女藝人
- 1974年：岸本齊史，日本漫畫家，代表作《火影忍者》
- 1974年：岸本聖史，日本漫畫家
- 1975年：張騰岳，中國主持人
- 1975年：坂口憲二，日本演員
- 1975年：金子誠，日本職業棒球運動員、教練
- 1975年：何塞·曼努埃爾·平托，西班牙足球運動員
- 1977年：程莉莎，中國女演員
- 1979年：曾國祥，香港男演員
- 1979年：阿里·卡里米，伊朗足球運動員
- 1979年：蒂姆·德克勒，荷蘭足球運動員
- 1979年：艾朗·曉士，北愛爾蘭足球運動員
- 1980年：李霖恩，香港男演員
- 1980年：柳岩，中國女演員
- 1980年：路爾斯·法比安奴，巴西足球運動員
- 1981年：喬·科爾，英格蘭足球員
- 1981年：扬恩·科莫甘特，法國足球運動員
- 1982年：阮經天，台灣男演員
- 1982年：千田愛紗，台灣偶像團體大嘴巴成員
- 1982年：蘇珊·弗朗西亞，匈牙利裔美國女子賽艇運動員
- 1983年：帕维尔·波格列布尼亚克，俄羅斯足球運動員
- 1984年：閻韋伶，台灣女歌手
- 1984年：三津谷葉子，日本演員
- 1985年：陳瑋薇，台灣女演員、主持人
- 1985年：烽火戲諸侯，中國作家
- 1986年：亞伦·斯沃茨，美國電腦程式員、企業家、作家、政治活動者、網際網路駭客主義者，Reddit創始人（2013年逝世）
- 1986年：傑米·羅伯斯，威爾斯橄欖球運動員
- 1987年：高桥瑪莉润，日本演員
- 1987年：埃德加·貝尼特斯，巴拉圭足球運動員
- 1988年：全秀珍，韓國女演員
- 1989年：摩根·舒尼達連，法国足球运动员
- 1989年：妮亞·達科斯塔，美國電影導演、編劇
- 1989年：賈恩卡洛·斯坦頓，美國職業棒球運動員
- 1990年：索拉娜·罗，美國歌手
- 1992年：陳嘉桓，香港女演員
- 1992年：張語噥，台灣女藝人
- 1992年：朱智德，台灣政治人物
- 1993年：梁凱莉，台灣女演員、主持人
- 1993年：普熱澤梅克·卡諾夫斯基，波蘭籃球運動員
- 1996年：小林陵侑，日本男子跳台滑雪運動員
- 1996年：延斯·斯泰，丹麥職業足球運動員
- 1997年：金採媛，韓國女子偶像團體APRIL成員
- 1997年：師銘澤，中國男歌手、演員
- 2000年：王源，中國男子偶像團體TFBOYS成員
- 2000年：來栖凜，日本寫真偶像、歌手、聲優
- 2000年：贾思敏·汤普森，中英混血歌手
- 2000年：倉野尾成美，日本女子偶像團體AKB48成員
- 2003年：路易絲·溫莎女勳爵，英國王室成員

## 逝世
- 397年：都爾的瑪爾定，法国主教（316年出生）
- 618年：教宗德吾一世，罗马主教（生年不详）
- 785年：早良親王，日本皇族（750年出生）
- 928年：段凝，后唐将领（生年不详）
- 940年：姚顗，后唐宰相（866年出生）
- 943年：刘皇后，岐王王后（877年出生）
- 955年：教宗亚加二世，罗马主教（生年不详）
- 977年：伊本·奎提亚，安达卢斯历史学家（生年不详）
- 980年：源博雅，日本平安時代貴族（918年出生）
- 1195年：霍亨斯陶芬的康拉德，普法爾茨伯爵（1135年出生）
- 1226年：路易八世，法國卡佩王朝國王，綽號獅子王。（1187年出生）
- 1246年：貝倫加利亞，卡斯蒂利亚女王（1179年出生）
- 1308年：邓斯·司各脱，苏格兰神学家（1265年出生）
- 1494年：美洛佐·达·弗利，意大利画家（1438年出生）
- 1517年：弗朗西斯科·西斯内罗斯，欧洲神学家（1436年出生）
- 1600年：長束正家，日本武将（1562年出生）
- 1633年：徐光啟，明朝末年中西文化交流和中國近代科學技術事業的先驅之一（1562年出生）
- 1674年：约翰·弥尔顿，英国诗人（1608年出生）
- 1719年：米歇尔·罗尔，法国数学家（1652年出生）
- 1773年：弗里德里希·塞德利茨，普鲁士将领（1721年出生）
- 1793年：罗兰夫人，法国大革命时期著名的政治家（1754年出生）
- 1830年：弗朗切斯科一世，两西西里王国国王（1777年出生）
- 1861年：肅順，清代顧命八大臣之一（1816年出生）
- 1890年：塞扎尔·弗兰克，法国作曲家（1822年出生）
- 1916年：蔡锷，中国军事家（1882年出生）
- 1935年：查爾斯·金斯福德·史密斯，澳大利亞飛行員，第一位跨太平洋飛行者（1897年出生）
- 1937年：刘启文，中华民国国民革命军将领（1898年出生）
- 1941年：瀨戶口藤吉，日本音樂家（1868年出生）
- 1944年：沃爾特·諾沃特尼，二战纳粹德国空军飞行员（1920年出生）
- 1965年：張深切，臺灣哲學家（1904年出生）
- 1969年：維斯托·斯萊弗，美國天文學家（1875年出生）
- 1970年：拿破崙·希爾，美國作家（1883年出生）
- 1970年：喬治·奧托·蓋，美國細胞生物學家（1899年出生）
- 1978年：諾曼·洛克威爾，美國畫家、插畫家（1894年出生）
- 1985年：馬雍，中國歷史學家（1931年出生）
- 1986年：莫洛托夫，前蘇聯外交部長（1890年出生）
- 1989年：李郁榮，中國電機工程師（1904年出生）
- 1989年：陈敬容，女诗人（1917年出生）
- 1996年：陳海虹，臺灣漫畫家（1918年出生）
- 1997年：聞家駟，法国文学翻译家（1905年出生）
- 1997年：林正英，香港男演員、動作指導、導演（1952年出生）
- 1998年：劉雪葦，中國文藝理論家、作家（1912年出生）
- 2002年：柯召，中国数学家（1910年出生）
- 2003年：約瑟夫·P·威廉斯，美國銀行家，Visa公司創辦人（1915年出生）
- 2007年：武忠弼，中國病理學家、醫學教育家、社會活動家（1919年出生）
- 2009年：维塔利·金茨堡，俄罗斯物理学家，2003年诺贝尔物理学奖得主（1916年出生）
- 2011年：許冠英，香港喜劇電影演員（1946年出生）
- 2013年：島倉千代子，日本歌手（1938年出生）
- 2021年：梅迪娜·狄克逊，美國女子籃球運動員（1962年出生）
- 2022年：莫里斯·卡諾，美國物理學家、數學家（1924年出生）

## 节假日和习俗
- 世界都市日（英语：World Urbanism Day）
- 國際放射學日[1]
- 國際雙性人團結日
- 塞薩洛尼基的德米特里慶節
- 欧盟：国际放射学日
- 中国：记者节
- ：巴库都市工人节
- 加拿大：国家原住民退伍军人节
- 日本：好胸部日（的諧音）
- 中華民國：海巡節[2]